# Leseschrift (Recht)

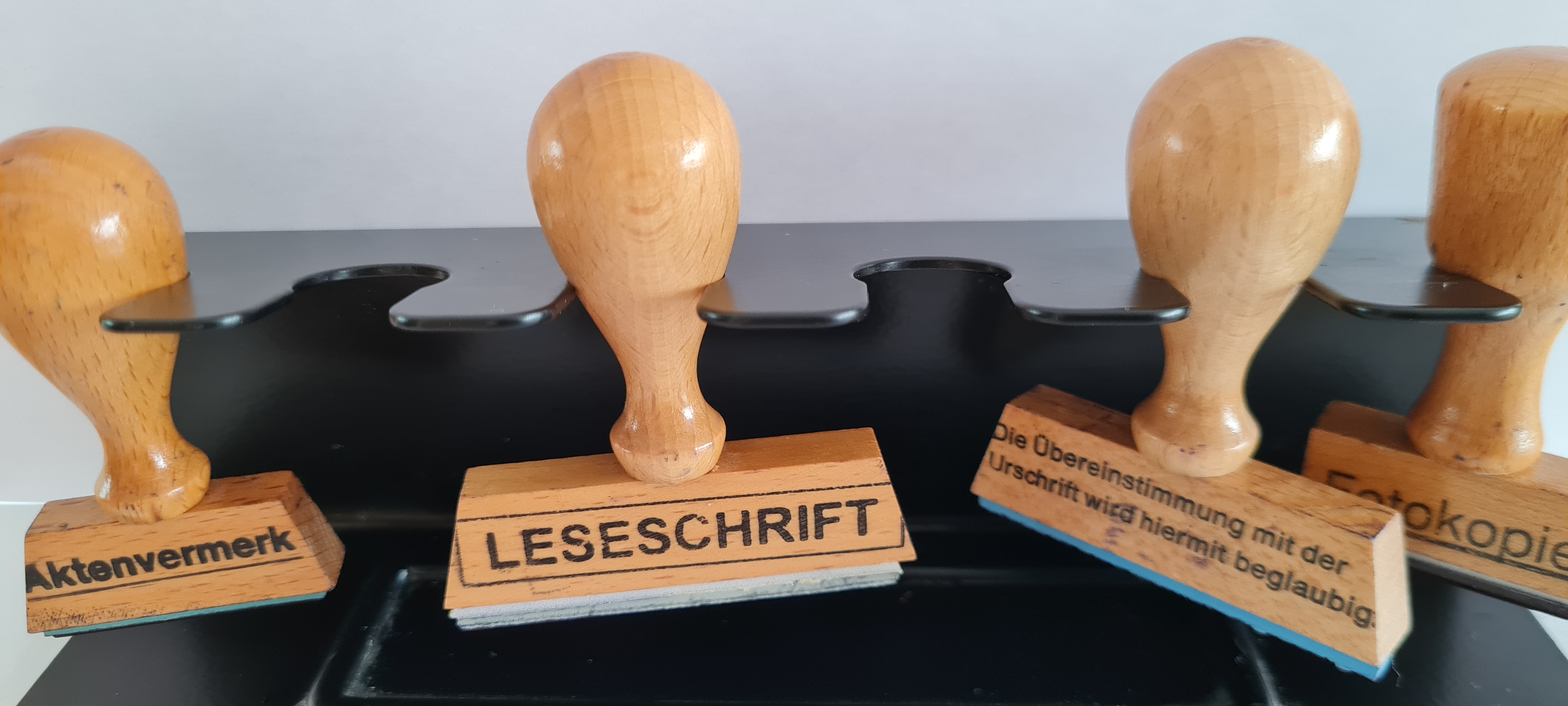
Handstempel zur Anfertigung von Leseschriften

Leseschrift ist ein Begriff aus der gerichtlichen Praxis, mit dem ein Dokument bezeichnet wird, das die handschriftlichen Änderungen eines anderen Dokuments durch den Richter in der endgültigen, berichtigten – auch: konsolidierten – Form wiedergibt. Leseschriften dienen der vereinfachten Lesbarkeit eines Dokuments nach Streichungen, Einfügungen, Umstellungen und sonstigen Änderungen des Ausgangsdokuments, ohne selbst rechtsverbindlich zu sein. Rechtsverbindlich ist nur die Urschrift mit den ggf. urschriftlichen Änderungen. Die Bedeutung von Leseschriften ist weder gesetzlich, noch in Verwaltungsvorschriften geregelt.

## Papiergerichtsakte
Werden auf einem von der Geschäftsstelle des Gerichts erstellten Papierausdruck einer gerichtlichen Entscheidung (z. B. einem Urteil) richterlicherseits noch handschriftliche Änderungen (oft mit Korrekturzeichen) vorgenommen und das Schriftstück sodann unterschrieben oder (bei Verfügungen) zumindest paraphiert, liegt eine rechtsverbindliche richterliche Urschrift des Dokuments vor. Dieses Exemplar wird nicht mehr verändert und so, wie es ist, in die Gerichtsakte eingebunden.
Um von der Urschrift beglaubigte Abschriften für die Prozessparteien zu erstellen, arbeitet die Geschäftsstelle die handschriftlichen Änderungen des Richters in die bei ihr vorhandene elektronische Vorlage ein und schließt das Dokument mit dem maschinenschriftlich ausgeschriebenen Namen des Richters ab. Anschließend wird ein Beglaubigungsvermerk hinzugefügt („Beglaubigt“, es folgen Ort und Tag und Namen und Amtsbezeichnung des Geschäftsstellenbediensteten).
Der Ausdruck dieser neuen Datei wird von dem Geschäftsstellenbediensteten im Beglaubigungsabschnitt unter Beifügung eines Dienstsiegelabdrucks des Gerichts unterschrieben. Nur dieses Exemplar erhalten die Prozessparteien übermittelt. Ein Ausdruck der für Ausfertigungszwecke verwendeten Vorlage wird zu Dokumentationszwecken (nämlich um nachzuweisen, welchen Text die Parteien erhalten haben) ebenfalls zur Gerichtsakte genommen und erhält zumeist einen Stempelaufdruck „LESESCHRIFT“, um diese von der Urschrift zu unterscheiden und zugleich zu verdeutlichen, dass es sich um die Fassung handelt, in der die handschriftlichen Korrekturen aus der Urschrift konsolidiert eingearbeitet sind. Die Leseschrift findet sich in der Gerichtsakte regelmäßig im Anschluss an die Urschrift.
Auch unterhalb der richterlichen Ebene – z. B. bei der Kostenfestsetzung durch den Rechtspfleger – kann es zu Leseschriften kommen. Das OLG Koblenz hat entschieden, es reiche nicht aus, bei der Kostenfestsetzung Absetzungen aktenintern durch Zusätze auf dem Kostenfestsetzungsantrag vorzunehmen. Absetzungen müssten vielmehr sämtlich in einer für die Parteien verständlichen Form in die Beschlussgründe selbst aufgenommen werden, wobei es zweckmäßig sein kann, eine Leseschrift der handschriftlich verfügten Gründe zu den Akten zu nehmen.
Leseschriften in Papierakten werden im Allgemeinen nur vom „großen Schreibwerk“ (Urteile, Beschlüsse) hergestellt. Die rechtlichen Folgen, wenn es zu Fehlern bei Urschrift und Leseschrift kommt, sind verschieden. Fehler in der Urschrift unterfallen dem Rechtsprechungsbereich und können, wenn es sich um Schreib- oder Rechenfehler oder offenbare Unrichtigkeiten handelt, jederzeit durch Berichtigungsbeschluss korrigiert werden (§ 319 ZPO, § 118 VwGO). Solche Berichtigungsbeschlüsse unterliegen allgemeinen Rechtsmitteln (in der Regel: der Beschwerde). Andere Fehler, die über offensichtliche Unrichtigkeiten in Formalien hinausgehen, dürfen nicht berichtigt werden. Sie bleiben unverändert und können nur durch Rechtsmittel angegriffen werden, wenn dadurch eine Beschwer der Prozesspartei eintritt.
Unterläuft der Geschäftsstelle dagegen ein Fehler bei der Erstellung der Leseschrift von „großem Schreibwerk“ und – darauf beruhend – der späteren beglaubigten Abschriften, liegt kein justizieller Fehler, sondern ein Verwaltungsfehler vor. Fehlerhafte Papierausfertigungen werden von den Parteien formlos zurückgefordert und sodann durch die Geschäftsstelle vernichtet. Die Parteien erhalten sodann ein fehlerfreies Papierexemplar. Es ist zuweilen auch üblich, lediglich auf die Fehlerhaftigkeit der Ausfertigung hinzuweisen, zu bitten, das fehlerhafte Exemplar als gegenstandslos zu betrachten und eine korrekte Ausfertigung beizufügen. Lediglich bei fehlerhaften vollstreckbaren Ausfertigungen sind die Anforderungen strenger; hier muss regelmäßig die fehlerhafte Ausfertigung zurückgefordert werden, weil nur ein Exemplar im Umlauf sein darf.
Beim „kleinen Schreibwerk“ (richterliche Eingangs-, Zwischen-, und Abschlussverfügungen) sind Leseschriften unüblich. Die Geschäftsstelle setzt die richterliche Verfügung unmittelbar um und erstellt hierzu Schreiben an die Parteien. Kommt es dabei zu Fehlern, weist der Richter (wenn er ihn verursacht hat) die Parteien auf sein Missgeschick hin und ändert seine Verfügung, ggf. auch inhaltlich. Hat die Geschäftsstelle die richterliche Verfügung unrichtig umgesetzt (Schreibfehler, Übertragungsfehler z. B. durch Missdeutung der handschriftlichen Vorlage), weisen sie oder der Richter auf den Ausfertigungsfehler hin und teilen das richterlich Gewollte mit. Das Berichtigungsverfahren ist beim „kleinen Schreibwerk“ formlos und nicht auf Schreib- und Rechenfehler beschränkt, denn förmliche Rechtsmittel gegen prozessleitende Verfügungen des Richters gibt es im Zivilprozess nur in den ausdrücklich bestimmten Fällen (arg. § 567 Abs. 1 Nr. 1 ZPO) und im Verwaltungsprozess überhaupt nicht (§ 146 Abs. 2 VwGO).

## Elektronische Gerichtsakte
Wenn der Begriff auch in der neueren Rechtsprechung noch verwendet wird, so werden doch im Zuge der Einführung der elektronischen Gerichtsakte keine Leseschriften mehr erstellt. Denn nunmehr ist der Richter gehalten, seine Texte abschließend zu formulieren, elektronisch abzuspeichern und nach Fertigstellung qualifiziert elektronisch zu signieren. Die Notwendigkeit, konsolidierte Fassungen unter Einarbeitung handschriftlicher Korrekturen zu erhalten, entfällt. Nach Signierung kann der Text nicht mehr verändert werden. Entdeckt der Richter vor Übergabe in den Geschäftsgang Fehler an seinem Text, muss er den berichtigten Text neu abspeichern und neu signieren. Die fehlerhafte Datei wird sodann gelöscht.
Beglaubigte Abschriften durch die Geschäftsstelle für Urteile und Beschlüsse gibt es im Allgemeinen nicht mehr. Mit Parteivertretern, die mit dem Gericht elektronisch verkehren müssen (das sind seit 1. Januar 2022 alle Rechtsanwälte und alle Behörden), erhalten die qualifiziert elektronisch signierten Urteile und Beschlüsse des Richters als Datei elektronisch per beA und beBPo mit einem kleinen Anschreiben der Geschäftsstelle übermittelt (§ 130b ZPO). Der Zwischenschritt der Umsetzung von auszufertigenden Papierdokumenten per Leseschrift durch die Geschäftsstelle entfällt bei sog. „großem Schreibwerk“. Anders sieht es bei richterlichen Verfügungen, dem sog. „kleinen Schreibwerk“, aus: Sie enthalten neben dem Text an die Parteien – dieser kann im Wortlaut oder in Anweisungsform („Kläger an Klagebegründung erinnern“) formuliert sein – oft auch weitere Anweisungen an die Geschäftsstelle sowie einen Termin zur Wiedervorlage der Akte. Ein solches Dokument hat internen Charakter und wird als solches nicht nach außen übermittelt. Es bedarf der Umsetzung durch die Geschäftsstelle durch Herstellung neuer Dokumente, die zusätzlich in die elektronische Gerichtsakte aufgenommen werden. Da es sich insofern um selbstständige Dokumente der Geschäftsstelle handelt, werden sie nicht als Leseschrift bezeichnet. 
Bei der elektronischen Akte sind überarbeitete Dokumente auch sonst nicht vollkommen ausgeschlossen (z. B. vom Entwurf zur endgültigen Fassung). Entwürfe werden aber oft in einem gesonderten Pfad der Akte abgespeichert, der von der Akteneinsicht durch Verfahrensbeteiligte ausgenommen ist und nicht Teil der offiziellen elektronischen Akte wird (auch das Rechtsmittelgericht erhält keine Einsicht in den Entwurfspfad). Die Bezeichnung Leseschrift für die endgültige Version eines Entwurfs passt deshalb nicht und wird auch nicht gewählt.
Papierausdrucke von „großem“ und „kleinem Schreibwerk“ sind bei Naturalparteien (= Bürger in Person), die sich selbst vertreten können und weiterhin noch Eingaben an das Gericht in Papierform tätigen dürfen, möglich. Ihre Papiereingaben werden vom Gericht digitalisiert und in die elektronische Gerichtsakte übertragen (§ 298a Abs. 2 ZPO). Das Papieroriginal des Bürgers wird üblicherweise nach sechs Monaten vernichtet (§ 298a Abs. 2 Satz 5 ZPO). Umgekehrt werden Gerichtsdokumente für den Bürger ausgedruckt und per Briefpost an ihn versendet. Beim „kleinen“ und „großen Schreibwerk“ werden dabei die sonst elektronisch übermittelten Dokumente ausgedruckt und durch Unterschrift der Geschäftsstelle beglaubigt. Für das „große Schreibwerk“ ist dies in § 317 Abs. 3 und 4 ZPO geregelt. Da nur noch eine Unterschrift oder ein Beglaubigungsvermerk mit Unterschrift hinzugefügt werden, das ursprüngliche elektronische Dokument aber nicht mehr inhaltlich verändert wird, entfällt die Notwendigkeit zur Erstellung einer Leseschrift.

## Leseschriften in anderen Fällen
Auch im übrigen Verwaltungsbereich kann es geboten sein, Leseschriften, auch Lesefassungen genannt, herzustellen. Sie dienen – wie bei der gerichtlichen Leseschrift – der besseren Wahrnehmbarkeit des aktuell gültigen Textes, haben aber nur informellen Charakter und sind als solche nicht rechtsverbindlich.
Lesefassungen können bei kommunalen Satzungen sinnvoll sein, wenn bestimmte Teile der Satzung vom Genehmigungsvermerk der Aufsichtsbehörde ausgenommen sind oder wenn es später zu Änderungssatzungen gekommen ist, die die Erstfassung ändern. Solche konsolidierte Fassungen erleichtern es, ggf. mehrfache sukzessive Änderungen von Rechtsnormen leichter nachzuvollziehen und die Norm auf dem jeweils letzten Stand lesen zu können. Das Vorgehen ähnelt einer Leseausgabe, wie sie aus der Philologie bekannt ist. (Bei aufwändigen Gesetzessammlungen hingegen werden der Zeitpunkt und die Fundstelle der Änderungen in einem Fußnotenapparat vermerkt.) Lesefassungen dienen somit allein der Arbeitserleichterung. Der Anwender bleibt verpflichtet, gewissenhaft zu überprüfen, ob der konsolidierte Text authentisch ist und Änderungen korrekt in die Lesefassung eingearbeitet sind.
Lesefassungen finden sich zumeist nur in den Akten der Gemeinde. Konsolidierte Fassungen, die in einer Textsammlung (auch im Internet) angeboten werden, tragen diese Bezeichnung im Allgemeinen nicht. In der Regel ist zudem allein die Veröffentlichung im amtlichen Bekanntmachungsorgan rechtlich erheblich. Welches Medium das ist – im kommunalen Bereich sind es noch immer überwiegend Printmedien, wie lokale oder regionale Tageszeitungen oder auch amtliche Anzeiger der Gemeinde –, bestimmt die Hauptsatzung der Gemeinde. Zusätzliche Veröffentlichungen auf der Internetseite der Kommune dienen der erleichterten Auffindung, sind aber in der Regel rechtlich unverbindlich.